# Cadran solaire de la maison communale
Le cadran solaire de la maison communale est un cadran solaire situé à Villars-Colmars, en France.

## Description
Le cadran solaire est situé sur la commune de Villars-Colmars, dans le département français des Alpes-de-Haute-Provence. Il est peint sur le mur de la maison communale du village.
Il s'agit d'un cadran vertical très fortement déclinant, quasiment oriental. Il est orné d'un riche décor végétal aux couleurs vives (rouges, bruns, jaunes, beiges) et ne porte pas de légende.

## Historique
Le cadran solaire est daté de 1699 ; l'édifice servait alors d'école.
Il est inscrit au titre des monuments historiques en 1948.